# Heinz Beck (Mediziner, 1966)
Heinz Beck (* 11. November 1966 in Düren) ist ein deutscher Mediziner und Professor für experimentelle Epileptologie an der Universität Bonn.
Er studierte von 1987 bis 1994 Medizin an der Universität zu Köln. 1994 wurde er dort nach Verteidigung seiner Dissertationsschrift  Eigenschaften von Kaliumströmen akut isolierter Körnerzellen der Fascia Dentata juveniler und adulter Ratten mit dem Prädikat summa cum laude zum Dr. med. promoviert. 1994/1995 arbeitete er als Postdoktorand in der Abteilung für Epileptologie der Medizinischen Fakultät der Universität Bonn, von 1995 bis 2001 als Wissenschaftlicher Mitarbeiter. 2001 habilitierte sich Beck mit der Schrift Zelluläre Pathophysiologie menschlicher und tierexperimentell induzierter Temporallappenepilepsie und war anschließend bis 2004 Heisenberg-Stipendiat. 2004 lehnte er Berufungen an die Universität Freiburg und die University of Pennsylvania ab.
Heinz Beck ist seit 2004 Professor für experimentelle Epileptologie an der Universität Bonn. 2005 erhielt er parallel eine Berufung an das Life and Brain Center innerhalb der Forschungsplattform NeuroCognition.
Er war u. a. von 2013 bis 2015 erster Vorsitzender der Deutschen Gesellschaft für Epileptologie.

## Auszeichnungen
- 1999: Michael-Preis der Stiftung Michael
- 2000: Alfred-Hauptmann-Preis für Epilepsieforschung des Epilepsiekuratoriums
- 2001: Benningsen-Förderpreis des Erziehungsministeriums des Landes Nordrhein-Westfalen
- 2001: Heisenberg-Stipendiat

## Schriften
- Eigenschaften von Kaliumströmen akut isolierter Körnerzellen der Fascia Dentata juveniler und adulter Ratten. Dissertation. Universität Bonn 1994.
- Zelluläre Pathophysiologie menschlicher und tierexperimentell induzierter Temporallappenepilepsie. Habilitationsschrift. Universität Bonn 2001.